# Reinz-Dichtungs-GmbH
Die Reinz-Dichtungs-GmbH ist ein Erstausrüster und Ersatzteilhersteller für die Automobilindustrie mit Sitz im bayrischen Neu-Ulm. Sie ist eine Tochtergesellschaft des amerikanischen Automobilzulieferers Dana Incorporated.

## Geschichte

### Gründung und Ausrichtung
Am 31. Dezember 1920 gründete Hugo Reinz in Berlin-Charlottenburg einen Großhandel für Eisenbahn- und Industriebedarf und begann mit der Herstellung von Flachdichtungen. Zu den ersten Kunden gehörte die Flugzeugmotorindustrie und ca. 65 Firmen, die Motorfahrzeuge herstellten.
Im Jahr 1922 bezog das Unternehmen ein Fabrikgelände in Berlin-Spandau. Zu dieser Zeit entfernten sich die Motorenkonstrukteure von der Nutzung des Sackzylinders, sodass die Frage der Abdichtung des Motorblocks und des Zylinderkopfes an Bedeutung gewann. Unter dem Namen Reinz-Spezial brachte das Unternehmen eine Dichtungsgeneration auf den Markt, welche von deutschen und ausländischen Automobil- und Motorenfabriken serienmäßig verbaut wurden.
1934 wurde ein Patent auf die Reinz-Spezial-Zylinderkopfdichtung vergeben. Von da an war das Unternehmen nicht mehr im Großhandel tätig und das Geschäft bestand ausschließlich aus der Entwicklung und Produktion von Flachdichtungen für Fahrzeugmotoren.

### Instandsetzung und Umgestaltung
Im Zweiten Weltkrieg wurden die Produktionsstätten des Unternehmens vollständig zerstört. Zudem verstarb der Firmengründer 1945 infolge einer Verletzung. Im selben Jahr baute Rudolf Rzehulka, der zuvor als Berater des Geschäftsführers tätig gewesen war, als neuer Inhaber das Werk wieder auf, und das Unternehmen begann erneut mit der Produktion von Dichtungen. Ab 1947 pachtete Rzehulka ein ehemaliges Pionierübungsgelände mit einer Fläche von 40.000 Quadratmetern in Neu-Ulm. Ende 1948 begann die Produktion und Auslieferung der ersten Seriendichtungen am Standort in Neu-Ulm. Ein Jahr später war das Unternehmen Alleinlieferant bei VW und Mercedes-Benz.
Zudem wurde eine Weberei zur Produktion von Stahldrahtgewebe errichtet. In den 1970er Jahren entstand eine Transferstraße in den Produktionsstätten und der Umsatz lag erstmalig über 100 Millionen DM. Rzehulka verstarb 1971 und vererbte die Firma seiner Ehefrau und seinen Töchtern.
1986 beendeten Horst Naumann und Lothar Jentzsch ihre Geschäftsführung im Unternehmen und Edgar Schmidt übernahm die weitere Geschäftsführung. Im Jahr darauf ging Sigfried Koch nach 30 Jahren Tätigkeit für die Reinz-Dichtungs-GmbH in den Ruhestand und Edmund Bongartz trat die Nachfolge in der Geschäftsführung an. Das Unternehmen verfügte über sieben Produktionsstätten in sechs Ländern in Europa, Amerika und Asien, als es 1989 die Gesellschaft Industrias Seloc-Juntas Reinz S.A. aus Madrid übernahm.

### Übernahme durch Dana Incorporated und Neuausrichtung
Im Jahr 1993 übernahm die Dana Incorporated die Reinz-Dichtungs-GmbH von deren Familiengesellschaftern mit ihren Tochtergesellschaften und Beteiligungen in den USA, Spanien, Japan, Indien, Frankreich und Berlin. In dieser Zeit litt das Unternehmen unter dem Preisdruck und einer rückläufigen Nachfrage. Das führte dazu, dass im Geschäftsjahr 1992/1993 ein Verlust ausgewiesen wurde und die Belegschaft von 1000 Mitarbeitern auf knapp unter 900 sank. Zwischen 1992 und 1994 wurden ca. 400 Arbeitsplätze gestrichen, sodass die Belegschaft auf 761 Mitarbeiter abnahm. Indes konnte das Unternehmen im Geschäftsjahr 1993/1994 seinem Umsatz um 5 Millionen DM steigern und damit nach zwei Verlustjahren wieder einen Gewinn verzeichnen.
Seit Ende der 1990er Jahre entwickelte und produzierte das Unternehmen Komponenten für Brennstoffzellen. In dem Geschäftsjahr 2000/2001 beschäftigte das Unternehmen 930 Mitarbeiter.
Im August 2008 eröffnete die Reinz-Dichtungs-GmbH eine Lehrlingswerkstatt für die Ausbildung zum Industriemechaniker, Maschinen- und Anlagenführer, Fachinformatiker, Werkzeugmechaniker, Elektroniker und Chemielaboranten mit einer Fläche von 350 Quadratmetern auf dem Betriebsgelände.

### Jüngere Entwicklungen
Für die Artikel der Konzernmarke Victor Reinz erweiterte die Reinz-Dichtungs-GmbH im Jahr 2014 das bestehende Hochregallager für die Lieferung von Ersatzteilen um eine Lagerkapazität von 17.000 Artikeln.
Um Getriebesteuerplatten für den Automatikgetriebebau in der Autoindustrie zu produzieren, baute das Unternehmen im Jahr 2015 eine Produktionshalle mit Reinraum-Charakter auf dem Betriebsgelände. Zu dieser Zeit beschäftigte das Unternehmen 1.100 Mitarbeiter. Bis 2019 stieg die Mitarbeiterzahl auf 1.200 an. Indes wurden die Bereiche Kunststoff und Ölabscheidung eingestellt, um eine Konzentration auf die Bereiche Brennstoffzelle und Komponenten für Verbrennungsmotoren vorzunehmen. Dafür investierte das Unternehmen 14,5 Millionen Euro in die Modernisierung der Produktionslinien für Zylinderkopfdichtungen und Getriebeplatten.
Die Reinz-Dichtungs-GmbH entwickelte, produzierte und verkaufte bereits seit über 20 Jahren metallische Bipolarplatten, als das Unternehmen im Jahr 2021 nach Abschluss eines Kooperationsvertrages bezüglich der gemeinsamen Entwicklung von Bipolarplatten mit Bosch die Produktion von über 100 Millionen metallischen Bipolarplatten pro Jahr aufnahm. Diese sind Bestandteil von Brennstoffzellenstapeln und bestimmen die Leistungsdichte, das Gewicht und die Kosten eines Brennstoffzellenstacks. Die Gesamtkosten für Brennstoffzellenstacks ließen sich mit der metallischen Bipolarplatte senken, was auf die Integration des Dichtungssystems und die Auslegung der leitfähigen Funktionsbeschichtung zurückzuführen war. Die geprägten Sickendichtungen waren Bestandteil der metallischen Bipolarplatte und erforderten im Unterschied zur Einlegerdichtung keine weiteren Montageprozesse. Mit der Bipolarplatte des Unternehmens können die Herstellungskosten bei höherer Energiedichte gesenkt werden, sodass eine vermehrte Nutzung der Wasserstoff-Brennstoffzellentechnologie in der Industrie möglich wurde.
2023 lagerte das Unternehmen Teile der Logistik an externe Dienstleister aus, um die dadurch freigewordene Fläche für neue Produktionslinien von Bipolarplatten zu verwenden.

## Unternehmensstruktur
Die REINZ-Dichtungs-GmbH ist an der Victor Reinz India Private Limited in Pune mit 51 % beteiligt.
Als Muttergesellschaft für die Reinz-Dichtungs-GmbH tritt seit 1993 der amerikanische Automobilzulieferer Dana Incorporated aus Maumee (Ohio) auf. Der Gesamtkonzern erwirtschaftete 2022 einen Umsatz von 10 Milliarden US-Dollar mit 40.000 Mitarbeitern in 31 Ländern.

## Produkte
Die Reinz-Dichtungs-GmbH ist in den Geschäftsbereichen Erstausrüster, Ersatzteil, Industrie und Elektromobilität tätig. In dem Unternehmensbereich Industrie (reinz-industrial) vertreibt es unter der Marke Victor Reinz Materialien für Dichtungen sowie vollständige Dichtungslösungen und Ersatzteile für industrielle Anwendungen. Das Unternehmen beliefert Autoproduzenten wie VW, Daimler und BMW mit Zylinderkopfdichtungen. Insgesamt produziert das Unternehmen 95 Prozent seiner Produkte für die Erstausrüstung von Autos in Europa. Neben der Zylinderkopfdichtung produziert es Dichtungen für Ventildeckel und Auspuffsysteme sowie Abschirmteile gegen Hitze und Kälte oder Geräusche im Auto. Darunter fallen beispielsweise die für LKW-Motoren hergestellten Klappdichtungen und Hitzeschilde sowie Kühlplatten für Hochvoltbatterien. Ferner produziert die Reinz-Dichtungs-GmbH die entsprechenden Dichtungsmaterialien und beliefert den Ersatzteilmarkt (Aftermarket).
Unter der Marke Victor Reinz wird die Silikondichtmasse Reinzosil hergestellt, die eine Hitzebeständigkeit bis 320 Grad Celsius aufweist.
Daneben produziert und vertreibt das Unternehmen metallische Bipolarplatten für Brennstoffzellen.

## Auszeichnungen
- 2010: F-cell Award in Gold für ein modulares Brennstoffzellensystem[25]
- 2022: Premier Data Supplier Certification von TecDoc[26]